# Фломская железная дорога
Фломская железная дорога (норв. Flåmsbana) — железная дорога на западе Норвегии протяжённостью 20,2 км. Является веткой Бергенской железной дороги. Имеет наибольшую в мире крутизну подъёма. Проходит через долину Фломс, соединяясь с Согне-фьордом. Дорога поднимается крутыми виражами по исключительно живописной горной местности, жемчужиной которой является водопад Кьёсфоссен. В настоящее время железная дорога используется, прежде всего, в туристических целях.
Перепад высот линии составляет 863 метра. Почти 80 % всей трассы имеет степень подъёма в 55 тысячных долей, что соответствует подъёму более чем в один метр на каждые 18 метров пути. Напряжение в системе энергоснабжения — 15000 В. Дорога проходит через 20 тоннелей, наиболее сложный из которых — многоярусный тоннель Венде. Минимальная из кривых малого радиуса составляет 130 метров. С учётом крутизны трассы на дороге устроены 5 специальных тормозных систем. 7-вагонные поезда, ведомые электровозами, развивают скорость до 40 км/ч.
Фломсбана является самым популярным железнодорожным туристическим объектом в мире. Билет с проездом «туда и обратно» стоил в 2016 году 56 евро. Посещаемость составляет до 600 тысяч туристов в год.

## Станции
Железная дорога имеет 10 станций:
- станция Флом располагается на высоте 2 метра над уровнем моря. В этом городке в самом конце Аурландсфьорда проживает около 450 человек. Через Флом проходит круглогодичная автомобильная дорога, связывающая Осло с Бергеном;
- станция Лунден располагается на высоте 16 метров над уровнем моря, в 18,6 км от Мюрдала и в 1,4 км от Флома;
- станция Хорейна располагается на высоте 48 метров на уровнем моря, в 17,21 км от Мюрдала и в 2,79 км от Флома. Вид на долину Фломсдален с хуторами и Фломскую церковь, построенную в 1667 году, гору Вибменоси (высота над уровнем моря 1260 метров), водопад Кьёсфоссен (вертикальное падание воды с высоты 93 метра);
- станция Далсботи располагается на высоте 200 метров над уровнем моря, в 13,9 км от Мюрдала и 6,1 км от Флома. Южнее Далсботна располагается хутор Стювисетхауген, построенный на огромном камне. Другой большой камень образует, как бы природный мост через реку;
- станция Береквам располагается на высоте 343 метра над уровнем моря, в 10,5 км от Мюрдала и 9,5 км от Флома. Вид на ущелье Береквамсьеллет, по дну ущелья протекает река Фломсэльва. В Берекваме проложена двойная колея, позволяющая поездам из Мюрдала и Флома беспрепятственно расходиться.
- станция Мюрдал располагается на высоте 865,5 метра над уровнем моря. Находится на магистрали Осло—Берген.

## История строительства
Планы постройки железной дороги, которая бы соединила Осло и Берген (около 500 км), возникли в 1871 году. Железная дорога планировалась состоящей из 2 веток. Узкоколейка между Бергеном и Воссом была открыта в 1883 году, а к 1909 году была переведена на стандартную ширину колеи.
Первые инженерные изыскания для Фломской линии относятся к 1893 году. На основании чего было принято решение о строительстве узкоколейной железной дороги протяжённостью 18 км.
Несмотря на то, что решение о строительстве ветки было принято парламентом в 1916 году, технические характеристики дороги были утверждены только в 1923 году.
В 1924 году начинается строительство ветки. Наибольшие сложности были связаны с сооружением туннелей. Общая протяженность туннелей 6 км. 18 туннелей прокладывались вручную. Метр прокладки туннеля занимал месяц работ строителей. С целью избежания участков с повышенным риском обвалов, железная дорога по пути к Согнефиорду трижды пересекает реку и дно долины. Отказавшись от строительства мостов, строители изменили русло реки, проложив его в туннелях под железной дорогой.
Движение первого регулярного рейса относится к 1939 году, а состава на электрической тяге — к 1944 году.

## Фломская железная дорога сегодня
Оператором железной дороги с 1998 года выступает норвежская компания Flåm Utvikling AS. В то же время государственная Vy всё ещё отвечает за безопасность на ветке.
- Вид из поезда
- Окрестности железной дороги
- Вид из окна поезда
- Железная дорога на повороте
- На обратном пути во Флом
- Встреча поездов на однопутной дороге
- Водопад Кьёсфоссен. Стоянка поезда
- Водопад Кьёсфоссен доступен для обозрения со станции
- Железнодорожная станция по пути следования
- Горное озеро
- Внутренний вид вагона
- Самый близкий к железной дороге водопад Кьёсфоссен
- Вид из окна вагона поезда
- Посадка пассажиров на поезд
- Вид на ущелье